# Alekszandr Alekszejevics Minajev
Alekszandr Alekszejevics Minajev, oroszul: Александр Алексеевич Минаев (Zseleznodorozsnij, 1954. augusztus 11. – Moszkva, 2018. december 6.) olimpiai bronzérmes szovjet válogatott orosz labdarúgó, középpályás, edző.

## Pályafutása

### Klubcsapatban
A Szpartak Moszkva korosztályos csapatában kezdte a labdarúgást, majd 1972 és 1972 között az első csapatban szerepelt. 1976 és 1984 között a Gyinamo Moszkva játékosa volt.

### A válogatottban
1976 és 1979 között 22 alkalommal szerepelt a szovjet válogatottban és négy gólt szerzett. Tagja volt az 1976-os montréali olimpián bronzérmes együttesnek.

### Edzőként
1985 és 1995 között a Gyinamo Moszkva ifjúsági csapatának edzője volt, majd 1996–97-ben a II. csapat segédedzőjeként tevékenykedett. 1998-ban a Szerpuhov segédedzőjeként dolgozott. 2000–01-ben a Mosztranszgaz, 2002 és 2004 között a Sztolica vezetőedzője volt.

## Sikerei, díjai
Szovjetunió
- Olimpiai játékok
  - bronzérmes: 1976, Montréal

 Gyinamo Moszkva
- Szovjet bajnokság
  - bajnok: 1976, tavasz
- Szovjet kupa
  - győztes: 1977